# حفاظت طبیعت

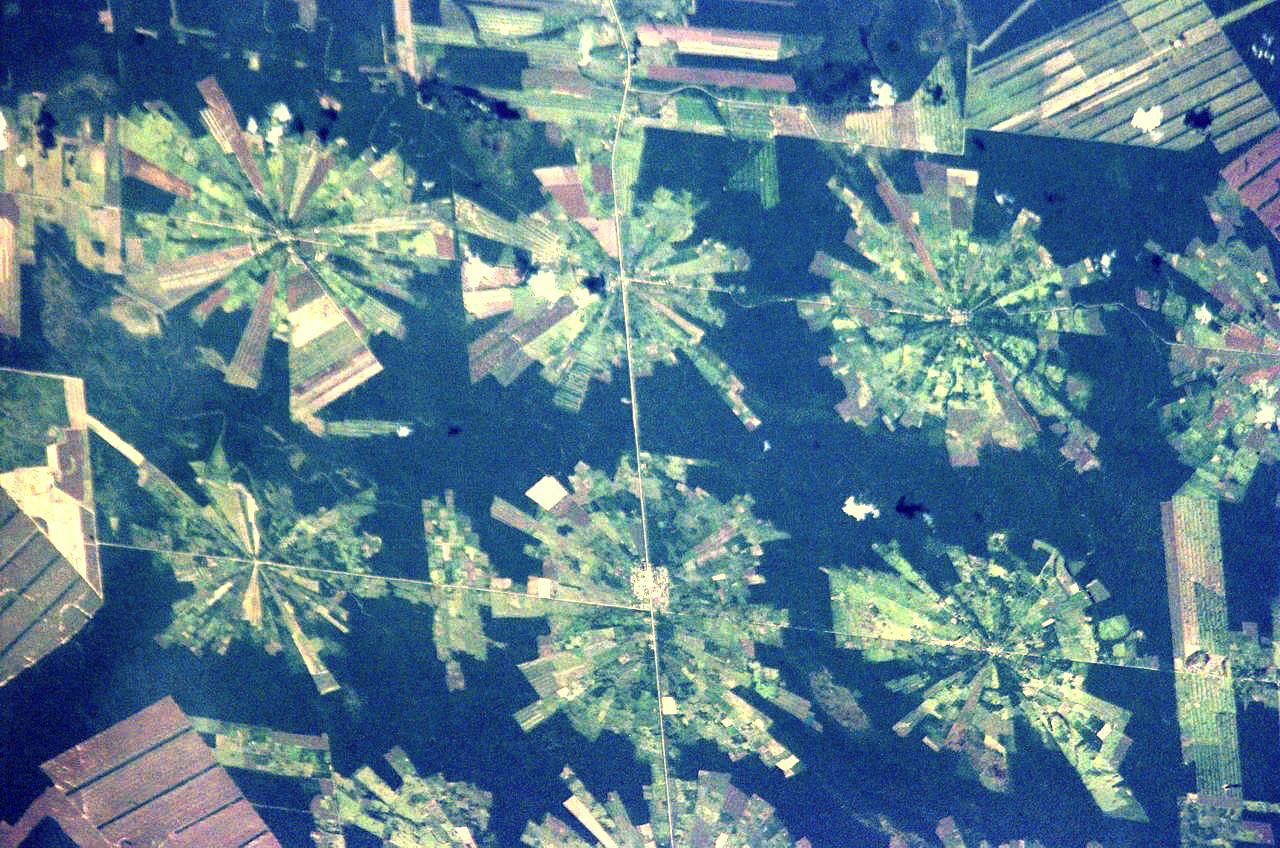
عکس ماهواره‌ای از جنگل‌زدایی صنعتی در پروژه Tierras Bajas در شرق بولیوی، با استفاده از الواربرداری خط افقی و جایگزینی جنگل‌ها با کشاورزی

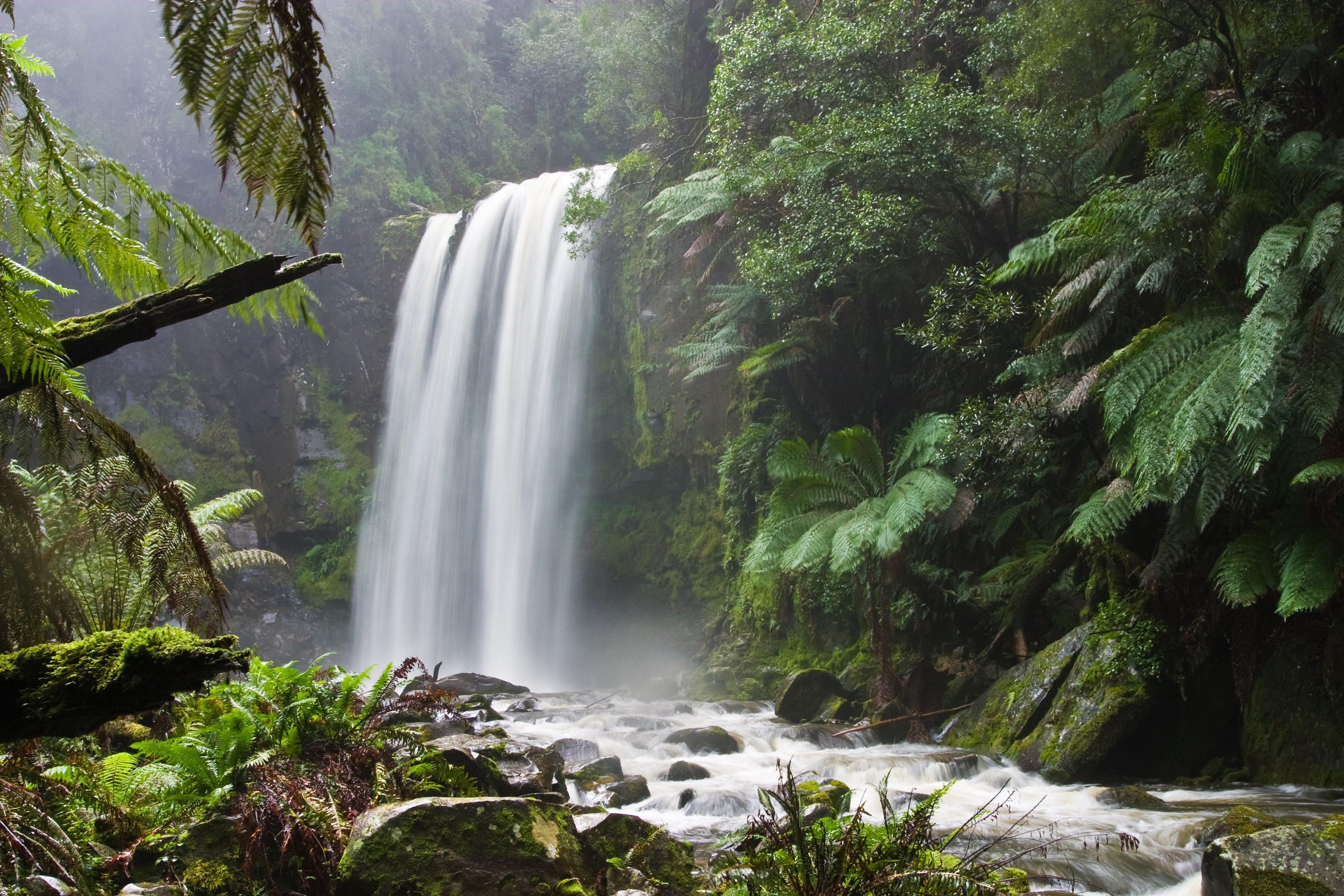
توجه زیادی به حفظ ویژگی‌های طبیعی آبشار هوپتون استرالیا شده‌است و در عین حال امکان دسترسی به بازدیدکنندگان را فراهم می‌کند.

حفاظت طبیعت یا حفاظت از طبیعت (به انگلیسی: Nature conservation) فلسفه اخلاقی و جنبش حفاظتی است که بر حفاظت از گونه‌ها در برابر انقراض، حفظ و بازسازی زیستگاه‌ها، افزایش خدمات اکوسیستم و حفاظت از تنوع زیستی متمرکز است. طیفی از ارزش‌ها زیربنای حفاظت است که می‌تواند توسط زیست‌محوری، انسان‌محوری، طبیعت‌محوری و احساس‌گرایی، ایدئولوژی‌های زیست‌محیطی که شیوه‌ها و هویت‌های اکو-فرهنگی را آگاه می‌کنند هدایت شوند. به تازگی جنبشی به سمت حفاظت مبتنی بر شواهد صورت گرفته‌است که خواستار استفاده بیشتر از شواهد علمی برای بهبود اثربخشی تلاش‌های حفاظتی است. تا سال ۲۰۱۸، ۱۵ درصد از خشکی و ۷٫۳ درصد از اقیانوس‌ها حفاظت شده بودند. بسیاری از دوستداران محیط زیست هدف خود را حفاظت از ۳۰ درصد از سرزمین‌های خشکی و دریایی تا سال ۲۰۳۰ تعیین کرده‌اند. در سال ۲۰۲۱، ۱۶٫۶۴ درصد از خشکی و ۷٫۹ درصد از اقیانوس‌ها حفاظت شده بودند. گزارش 2022 IPCC در مورد تأثیرات آب و هوا و سازگاری، بر نیاز به حفظ ۳۰٪ تا ۵۰٪ از زمین، آب شیرین و مناطق اقیانوسی زمین تأکید می‌کند - که بازتاب هدف ۳۰٪ کنوانسیون سازمان ملل در مورد تنوع زیستی است. در نهایت، این جنبش‌ها باید برای تشویق تنوع زیستی و حفظ یک اکوسیستم کاربردی بیشتر ترویج شوند.

## اصطلاحات
اصطلاح "حفاظت" توسط گیفورد پینچوت در  ۱۹۰۷ ابداع شد. او به رئیس جمهور ایالات متحده تئودور روزولت که دوست نزدیک او بود گفت که از آن برای کنفرانس ملی فرمانداران در سال ۱۹۰۸ استفاده نمود. در استفاده رایج، این اصطلاح به فعالیت‌های حفاظت سیستماتیک منابع طبیعی مانند جنگل‌ها، از جمله تنوع زیستی اشاره دارد. کارل اف. جردن حفاظت بیولوژیکی را چنین تعریف می کند: «مدیریت از محیط زیست با روشی که خراب، فرسوده و یا از بین نرود.»  
البته این استفاده جدید نیست، ایده حفاظت زیستی در اصول بوم شناسی، جغرافیای زیستی، مردم شناسی، اقتصاد و جامعه شناسی برای حفظ تنوع زیستی نیز به کار رفته است.  